# Buphagus africanus
El picabueyes piquigualdo (Buphagus africanus) es una especie de ave paseriforme de la familia Buphagidae. Está ampliamente extendido en África al sur del Sahara, siendo una especie común en parques nacionales y zonas protegidas.

## Descripción y comportamiento
Los picabueyes o bufagos pasan la mayor parte del dia aferrados a la piel de los grandes mamiferos de las llanuras africanas, como búfalos, jirafas y rinocerontes. Mientras se desplazan con sus movimientos espasmódicos usan su rígida cola como apoyo y el pico para recolectar parásitos e, incluso, lamen las secreciones de los ojos y de las heridas del huésped. 
Aunque son gregarios cuando se alimentan, crían en parejas aisladas con varios ayudantes. Los nidos son desaliñadas almohadillas de paja y de plumas, metidas dentro de huecos de árboles. La hembra incuba sola sus huevos blanco azulados y a veces moteados de pardusco.
Las hembras (muy similares a los machos físicamente) de esta especie suelen poner entre dos y tres huevos por cada puesta. Es un ave nómada local y común en las zonas en las que habita.

## Distribución
Habita principalmente en la África subsahariana incluyendo Camerún, Guinea Ecuatorial, Nigeria, Ghana y la República Democrática del Congo entre otros países.

## Subespecies
Se reconocen las siguientes subespecies:
- Buphagus africanus africanus
- Buphagus africanus langi